# 5909 Наґоя
5909 Наґоя (5909 Nagoya) — астероїд головного поясу, відкритий 23 жовтня 1989 року.
Тіссеранів параметр щодо Юпітера — 3,598.
Названо на честь Наґоя (яп. なごや(名古屋) наґоя)